# Jean-Michel Basquiat: The Radiant Child
Jean-Michel Basquiat: The Radiant Child je americký dokumentární film z roku 2010. Jeho režisérkou byla Tamra Davis a zaměřuje se na výtvarníka Jean-Michel Basquiata. Hlavní část filmu tvoří rozhovor, který s výtvarníkem režisérka udělala v roce 1985. Dále se zde nachází rozhovory s lidmi, kteří s ním spolupracovali. Jsou to například René Ricard, Glenn O'Brien a Julian Schnabel.